# Boca del Cufré
Pour les articles homonymes, voir Boca et Cufré.
Boca del Cufré est une ville de l'Uruguay située dans le département de San José. Sa population est de 38 habitants.

## Population
| Année | Population |
| ----- | ---------- |
| 1963  | 15         |
| 1975  | 29         |
| 1985  | 40         |
| 1996  | 61         |
| 2004  | 38         |

Référence,: